# Козирський Володимир Вікторович
Козирський Володимир Вікторович  (19 липня 1955, с. Камінь, Кролевецького району, Сумської області) — український фахівець у галузі енергетики, доктор технічних наук, професор, дійсний член Української академії інженерних наук.

## Життєпис
Козирський Володимир Вікторович народився 19 липня 1955 року у селі Камінь, Кролевецького району, Сумської області у родині вчителів. У 1978 році закінчив з відзнакою факультет електрифікації Української сільськогосподарської академії (тепер — Національний університет біоресурсів і природокористування України, м. Київ), пройшов шлях від асистента до професора і завідувача кафедри електропостачання. У вересні 2005 року був призначений директором Науково-дослідного інституту техніки і технологій, а з 2009-05.2020 рр.— директор Навчально-наукового інституту енергетики, автоматики і енергозбереження НУБіП України. З 2023 року директор з розвитку та досліджень фірми ALOTEK technology (Польща, Перемишль).
.

## Наукова та педагогічна діяльність
Як талановитий педагог, вчений і організатор зробив вагомий внесок у розвиток науково-методичної та матеріально-технічної бази лабораторій «Апаратури електричних станцій і підстанцій», «Монтажу енергетичного обладнання», «Моделювання процесів в електроенергетичних системах» та ін. кафедри електропостачання НУБіП України. Має близько 300 наукових та науково-методичних праць. Був головою спеціалізованої наукової ради Д 26.004.07. Під його керівництвом підготовлено дев'ять кандидатів і двох докторів технічних наук. Коло наукових інтересів — новітні електротехнології на основі функціональних сплавів та теорія і засоби управління режимами роботи гібридних систем альтернативної енергетики. Здійснював координацію розробки та впровадження програми енергозбереження в НУБіП України. У 2023-2024 рр. керував створенням заводу ALOTEK technology - монтажем обладнання, пуско-налагоджувальними роботами, налагодженням серійного виробництва функціональних інтерметалідів (сплавів з пам'яттю форми на основі міді) та виробів для галузей електроенергетики, атомної енергетики, залізничного транспорту. З 2024 року очолює Науково-інноваційний Технопарк фірми ALOTEK technologe. Основні напрямки науково-інноваційної і виробничої діяльності пов'язані із забезпеченням надійності та ефективності контактних систем в електроустановках, створенням теплових двигунів та електростанцій на основі приводних елементів із сплавів з пам'яттю форми, запобіжників з підсиленим струмообмежуючим ефектом, термореле та ін.

## Відзнаки та нагороди
Відзнака «Знак пошани» Міністерства аграрної політики України (2001 р.), нагрудний знак «Відмінник освіти України» (2005 р.), «Почесний енергетик України» (2007 р.), Заслужений діяч науки і техніки України (2008 р.), Почесна Грамота Верховної Ради України (2012 р.), Почесна Грамота Кабінету Міністрів України (2018 р.).